# Marmosa quichua
Marmosa quichua e вид опосум от семейство Didelphidae.
Видът е ендемичен за Перу като са описани две популации намиращи се в регионите Куско и Сан Мартин. Има сведения, че вида вероятно се среща и в Боливия. Обитава тропични и субтропични гори на надморска височина от 300 до 2700 m.